# Ikarie XB 1
Ikarie XB 1 è un film del 1963 diretto da Jindřich Polák.
Pellicola di fantascienza cecoslovacca liberamente tratta dal romanzo La nube di Magellano (Obłok Magellana) di Stanisław Lem. Secondo alcune fonti lo scrittore polacco avrebbe collaborato alla sceneggiatura, non accreditato.
È stato citato da alcuni come il capolavoro della fantascienza cinematografica cecoslovacca.
Fu rieditato per il mercato statunitense col titolo Voyage to the End of the Universe e un diverso finale.

## Trama
Nell'anno 2163 la nave stellare Ikarie XB-1 (Ikarus XB-1) viene inviata al misterioso "pianeta bianco" in orbita intorno alla stella Alpha Centauri. Viaggiando a velocità vicina alla luce, il viaggio per gli astronauti dura circa 28 mesi, anche se per gli effetti relativistici sulla Terra saranno trascorsi 15 anni nel momento in cui raggiungono la loro destinazione. Durante il volo l'equipaggio multinazionale, forte di 40 membri, deve adattarsi alla vita nello spazio, così come affrontare i vari pericoli che incontra, tra cui un relitto di astronave del XX secolo munita di armi nucleari, una mortale "stella oscura" radioattiva e l'esaurimento nervoso di un membro dell'equipaggio, che minaccia di distruggere la navicella.

## Distribuzione
(Fantafilm)
Nel 2005 la Cesky Film ha distribuito in DVD la versione originale cecoslovacca del film con sottotitoli in inglese e il suo formato originale Techniscope 2.35:1 a tutto schermo. Il DVD comprende le scene tagliate dalla AIP dalla versione statunitense, incluso il finale originale. Nel 2013 la britannica Second Run ha commercializzato in DVD la versione originale cecoslovacca con sottotitoli in inglese in un nuovo trasferimento.
Il film è entrato nel pubblico dominio.

## Accoglienza e critica
Ikarie XB-1 fu un successo al Festival del film di fantascienza di Trieste del 1963 ed è ora ampiamente considerato come uno dei migliori film di fantascienza est-europei dell'epoca, con una produzione e scenografia imponenti, effetti speciali superiori alla media, un notevole cast e una sceneggiatura intelligente (anche se gran parte della sottigliezza originale dei dialoghi si perde nella traduzione in lingua inglese).
(Fantafilm)